# بخش باباحیدر
بخش باباحیدر، یکی از بخش‌های شهرستان فارسان در استان چهارمحال و بختیاری ایران است. مرکز این بخش، شهر باباحیدر است.

## تقسیمات کشوری
- بخش باباحیدر
  - دهستان سراب سفلی
  - دهستان سراب علیا

شهرها: باباحیدر و فیل‌آباد

## مردم‌شناسی
مردم این بخش خلج ها و سادات هستند و ب لهجه فارسی چهارمحالی تکلم میکنند .

## جمعیت
بر پایه سرشماری عمومی نفوس و مسکن در سال ۱۳۹۵، جمعیت بخش باباحیدر برابر با ۱۸٬۹۱۷ نفر بوده‌است.